# Porites sillimaniana
Porites sillimaniana là một loài san hô trong họ Poritidae. Loài này được Nemenzo mô tả khoa học năm 1976.